# Университет МВД Ирана
Университет Министерства внутренних дел Исламской Республики Иран (перс. دانشگاه علوم انتظامی امین‎) — государственное образовательное учреждение высшего образования Министерства внутренних дел Ирана. Осуществляет подготовку кадров для органов внутренних дел по правоохранительной деятельности, безопасности, психологии и педагогике, юриспруденции по программам высшего и среднего профессионального образования.

## Общие сведения
Университет МВД Ирана ведет историю от Высшего полицейского училища (перс. آموزشگاه عالی شهربانی‎), основанного в 1944 году.
В 1960 году Высшее офицерское училище было переименовано в Офицерскую академию Полиции Ирана (перс. دانشکده افسری شهربانی‎).
В 2007 году Офицерская академия преобразована в Университет Министерства внутренних дел Исламской Республики Иран.

## Образование в университете
Университет принимает на обучение абитуриентов по результатам академического, спортивного и идеологического тестирования. Подготовка специалистов в университете ведется на основе целевого приема на места, финансируемые за счёт средств государственного бюджета, в соответствии с государственными образовательными стандартами высшего профессионального образования. Обучение по программе специалитета продолжается 2 года, по программе бакалавра — 4 года.

## Факультеты
- Командно-штабной факультет
- Факультет подготовки специалистов в области информационной безопасности
- Факультет подготовки специалистов дорожной полиции
- Факультет подготовки специалистов пограничных сил
- Факультет подготовки сотрудников полиции по охране общественного порядка
- Международный полицейский учебный центр
- Факультет идейно-политического воспитания
- Учебный центр по подготовке женщин-полицейских